# Fontanilles (Mende)
Fontanilles est un quartier de la ville de Mende, en Lozère, en France. Aménagé dans les années 1960 et années 1970 et réhabilité au début des années 2010, il est un exemple caractéristique à la fois de l'urbanisme des grands ensembles et de l'action de la politique de la ville dans un territoire rural.

## Aménagement du grand ensemble de Fontanilles (années 1960-1970)

### Conception
La création d'un nouveau quartier à Mende est une décision des pouvoirs publics au début des années 1960, afin de répondre à la pénurie de logements subie dans l'ensemble du territoire français. Le choix se porte sur la colline de Pichaure, en raison de sa disponibilité foncière et de sa proximité avec la ville de Mende. Le maire de Mende, René Estoup, lui donne le nom de Fontanilles pour des raisons esthétiques. Fontanilles constitue, suivant l'analyse des pouvoirs publics dans les années 2000, « en quelque sorte la ZUP mendoise » : le quartier prend la forme d'un grand ensemble, composé de barres et de tours et suivant les principes d'urbanisme moderne,.
Une société anonyme immobilière d'économie mixte (SAIEM) est constituée entre la Caisse des dépôts et la Ville de Mende pour l'aménagement du quartier de Fontanilles. Le programme initial prévoit la construction de 450 logements locatifs sociaux, dont 413 logements collectifs et 37 maisons individuelles. Ceux-ci sont répartis entre la SAIEM via la SCIC, filiale de la Caisse des dépôts, et la Société Coopérative HLM de la Lozère.

### Réalisation
Le quartier de Fontanilles est aménagé à partir de 1961, avec des modifications par rapport au programme prévu. La Société Coopérative HLM de la Lozère construit d'abord les bâtiments E, F et G, totalisant 120 logements, puis le bâtiment H comptant 50 logements destinés aux rapatriés d'Algérie. Pour sa part, la SAIEM réalise les bâtiments A et B, regroupant 116 logements. À la fin des années 1960, la Société Coopérative HLM de la Lozère, qui devient en 1968 Lozère Habitations, achève la première phase du programme avec la construction du bâtiment D. Le nouveau quartier est doté d'une école maternelle publique par la Ville de Mende. 
Fontanilles connaît ensuite une deuxième phase de travaux au début des années 1970. Le projet initial de construction de 37 maisons individuelles étant abandonné, les six immeubles en barre sont complétés par Lozère Habitation de deux immeubles plots à l'ouest, J1 et J2, et d'une tour K à l'est. Un programme de 20 maisons individuelles en accession à la propriété est réalisé rue des Terres Bleues. La même période voit la construction de l'école maternelle privée des Tilleuls et de la salle polyvalente.
Dans les années 1990, la Ville de Mende aménage un lotissement communal au nord du quartier de Fontanilles : 33 lots sont affectés à la construction de maisons individuelles, tandis que la SA Polygone, bailleur social basé dans le Cantal, réalise 15 maisons groupées.

### Peuplement
L'aménagement du quartier de Fontanilles permet de répondre à la pénurie de logements et en particulier au manque de logements abordables. Pour la ville de Mende, cette opération d'urbanisme permet de lutter contre la déprise démographique et le vieillissement de la population que connaît la Lozère, en accueillant des populations nouvelles, plus jeunes et plus diverses.
Fontanilles a une vocation d'accueil de nouvelles populations, et se caractérise par une importante mixité sociale. Le quartier accueille en effet :
- des fonctionnaires, qui bénéficient du contingent de logements sociaux des administrations,
- des rapatriés d'Algérie, puis des familles immigrées notamment en provenance du Portugal, des pays du Maghreb et de Turquie,
- de jeunes ménages en début de parcours résidentiel, pour lesquels le logement social constitue une étape intermédiaire avant un projet d'accession à la propriété,
- des familles à faibles revenus[1].

## Rénovation urbaine dans le cadre de la politique de la ville (années 2000-2010)

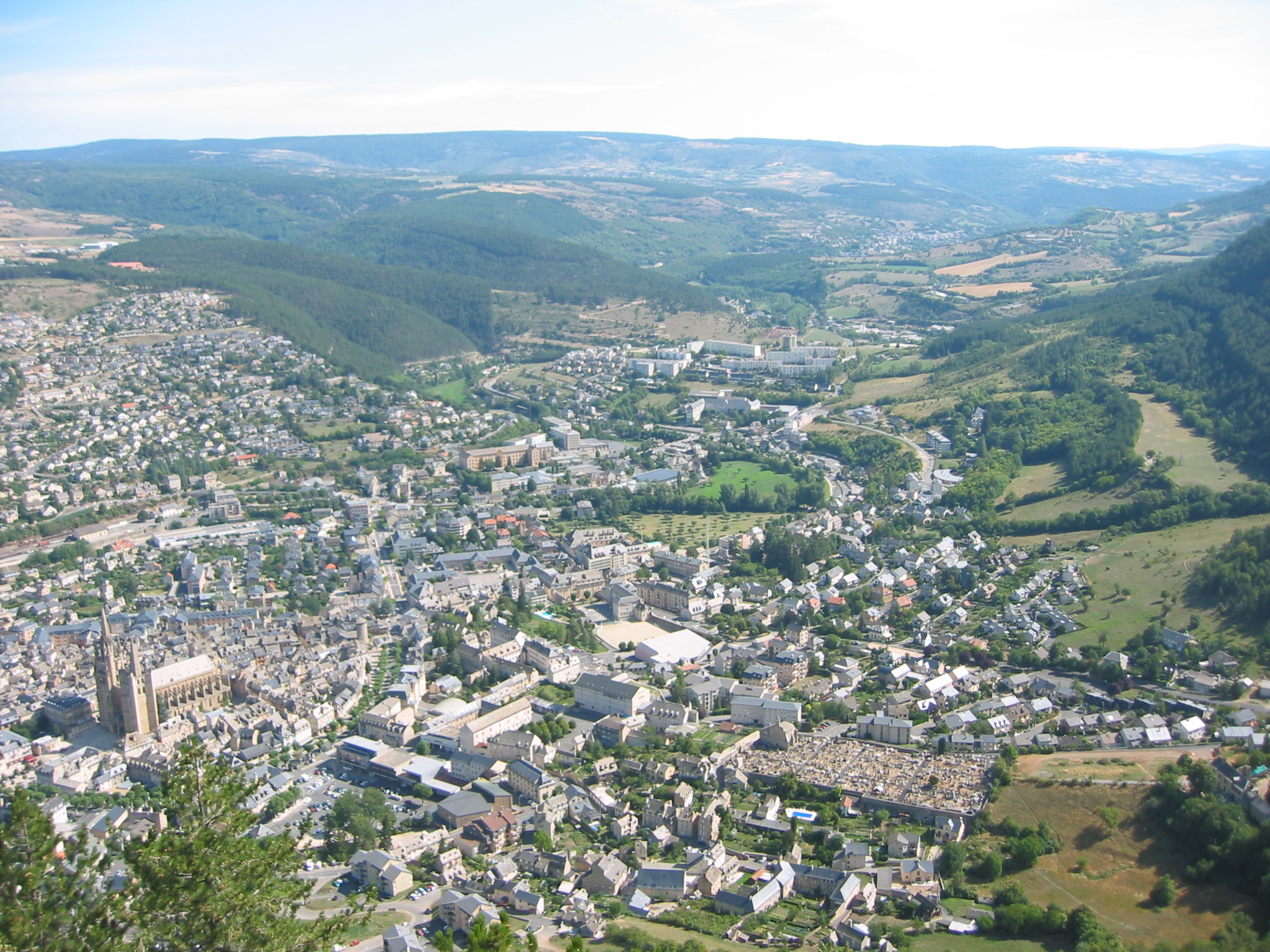
Situation de Fontanilles dans la ville de Mende, en 2006.

### Constats dans les années 2000
Dans les années 2000, les pouvoirs publics font le constat de dysfonctionnements urbains et sociaux du quartier de Fontanilles, souvent similaires aux problèmes rencontrés dans les quartiers de grands ensembles de la même époque, qui justifient une intervention publique au moyen de la politique de la ville. Un diagnostic urbain, architectural et social du quartier de Fontanilles est réalisé par la direction départementale de l'équipement en 2003.
D'un point de vue urbain, Fontanilles est un quartier physiquement enclavé et séparé du centre-ville de Mende par la vallée du Lot. Il est accessible à partir d'un unique carrefour giratoire, et contourné par l'axe routier principal de la ville, de sorte qu'il ne capte aucun flux de transit. À l'intérieur du quartier, hormis la petite centralité formée par le centre commercial, la trame viaire est peu cohérente, constituant « un espace néanmoins sans forme, où voitures, bus du TUM et piétons ont du mal à trouver leur place ». 
Fontanilles compte 905 logements dont 502 logements sociaux, dont 371 appartenant à la SA Lozère Habitations, 116 à la SAIEM et 15 à la SA Polygone. Le patrimoine bâti date des années 1960 et 1970 et n'a pas connu de rénovation majeure : son état nécessite une intervention importante pour que le quartier reste attractif. S'agissant des équipements, Fontanilles bénéficie de commerces et services assez nombreux, et d'une installation sportive nommée la plaine d'aventures, mais cette dernière est peu qualitative et vétuste.
La population de Fontanilles s'élève à 2179 personnes en 1999, soit 18,5 % de la population municipale de Mende. Elle se caractérise par une moindre proportion de personnes seules et une plus grande part de familles avec enfants que le reste de la ville, car Fontanilles compte beaucoup de grands logements. La population est jeune, avec 41 % d'habitants de moins de 25 ans, et le taux de chômage y est supérieur à la moyenne communale.
Le problème considéré comme le plus important est la perte de mixité sociale. Le logement social joue moins le rôle de parc de transition dans un parcours résidentiel. Les logements vieillissants ne répondent plus aux attentes des jeunes ménages, et ils subissent la concurrence des lotissements pavillonnaires aménagés par étalement urbain dans les communes périphériques. De plus, les bailleurs constatent que des locataires plus âgés restent dans leur logement où ils bénéficient du confort moderne et des aménités urbaines, tout en étant propriétaires d'une maison à la campagne où ils passent leurs week-ends. Par conséquent, le parc social accueille une proportion croissante de ménages à très faibles revenus : pour le bailleur Lozère Habitations, leur part est passée de 60 % en 2000 à 75 % en 2006.
Le diagnostic des pouvoirs publics note également un problème de représentation négative : bien que ses habitants l'apprécient, Fontanilles a, à l'extérieur, une image de « quartier sensible » influencée par des représentations nationales sur les « cités » d'habitat social et par le rejet des personnes étrangères.

### Conclusion d'un contrat urbain de cohésion sociale (CUCS)
La réforme de la politique de la ville de 2006 inclut Fontanilles parmi les « nouveaux quartiers prioritaires » appelés à bénéficier d'une intervention publique. Il fait partie des quartiers de « troisième catégorie » dits aussi « priorité 3 ». Un contrat urbain de cohésion sociale (CUCS) est ainsi conclu entre l'État et la Ville de Mende en 2007, auxquels sont également associés la communauté de communes de la Haute Vallée d'Olt, le Conseil général de la Lozère, les trois bailleurs sociaux SA Lozère Habitation, SAIEM et SA Polygone, et la Caisse d'allocations familiales,,.
Les pouvoirs publics affirment leur volonté de « préserver » le quartier de Fontanilles « des phénomènes de paupérisation générale, de montée de la délinquance et de dissolution du lien social, qui affectent des unités urbaines plus importantes ». Le CUCS définit trois orientations stratégiques :
- « revaloriser une image faussée » : rénover l'habitat et les espaces publics ;
- « remettre le quartier au cœur de la ville » : conforter la présence des commerces et des services, faciliter l'accès des habitants au centre-ville, et implanter dans le quartier des grands équipements structurants ;
- « intervenir en faveur des habitants rencontrant des difficultés d'intégration sociale » : mener des actions pour compenser les handicaps sociaux que sont les faibles revenus, l'origine étrangère et la déstructuration de la cellule familiale[1].

Ces orientations se traduisent par un plan d'actions en neuf points.

### Actions menées par la politique de la ville
Le contrat urbain de cohésion sociale (CUCS) permet la mise en œuvre d'un important programme de travaux de rénovation urbaine de Fontanilles à partir de 2009. Signé en 2007 pour trois ans, il  est prorogé en 2011 pour trois années supplémentaires.
Concernant les espaces publics, la Ville de Mende réhabilite la plaine d'aventures de Fontanilles, en créant un terrain multisport, quinze jardins familiaux et un bassin d'agrément alimenté par les sources du causse, puis des sentiers piétonniers et un terrain de pétanque. Elle rénove les voiries du quartier, avec des aménagements pour réduire la vitesse, la création d'une placette et de 150 places de stationnement, la réfection des réseaux et un nouveau mobilier urbain. Les travaux de voirie, éclairage public et espaces verts représentent un investissement de 2,7 M€.
Concernant le logement, la SA Lozère habitation et la SAIEM Mende Fontanilles réhabilitent leur patrimoine immobilier pour un montant de 14 M€.
Concernant le volet social, différentes actions sociales et d'animation du quartier sont organisées. Un poste de médiateur adulte-relais, porté par l'association Vivre à Fontanilles, est financé. L'association se voit également confier l'organisation d'actions « en faveur du "mieux vivre ensemble" » par le conseil local de sécurité et de prévention de la délinquance (CLSPD) de Mende,.
Enfin, la Ville de Mende réalise la construction de la nouvelle maison de quartier François-Mitterrand. Cet équipement, inauguré en octobre 2014 et comportant un centre médical et un centre social, marque l'achèvement de la rénovation de Fontanilles.
Le CUCS prend fin au 31 décembre 2014. La nouvelle géographie prioritaire adoptée par l'État à la suite de l'adoption de la loi Lamy ne définit plus Fontanilles comme un quartier prioritaire de la politique de la ville.

## Après la politique de la ville
En 2018, un collectif artistique local tourne un clip musical à Fontanilles.
En 2021, les bailleurs sociaux, Lozère Habitations et la SAIEM, fusionnent en conséquence des obligations de la loi Élan. La SAIEM est absorbée par Lozère Habitations, qui acquiert la propriété des 116 logements des bâtiments A et B de Fontanilles ainsi que des six cellules du centre commercial,.
En 2022, la Ville de Mende aménage un street workout municipal dans la plaine d'aventures de Fontanilles. La même année, l'association d'habitants Vivre à Fontanilles publie un livre sur l'histoire du quartier à l'occasion de ses 60 ans.